# 金藤敬一
金藤 敬一（かねとう けいいち、1948年12月2日 - ）は、日本の生体電子工学・電気化学者。工学博士（大阪大学）。九州工業大学名誉教授。大阪工業大学工学部生命工学科元教授。応用物理学会有機分子・バイオエレクトロニクス分科元幹事長。
専門は、生体電子工学・電子情報工学、電気化学・有機エレクトロニクス。

## 略歴
1971年大阪大学工学部電気工学科卒業。1973年同大学大学院工学研究科電気工学専攻修士課程修了。同大学助手を経て、1977年工学博士（大阪大学）。1981年ペンシルベニア大学化学科博士研究員。1987年 大阪大学工学部助教授。1988年九州工業大学情報工学部教授。2001年同大学大学院生命体工学研究科教授。ペンシルベニア大学客員研究員も務め、2012年九州工業大学名誉教授。2015年大阪工業大学工学部生命工学科教授。2019年同大学定年退職。
大阪大学・九州工業大学・大阪工業大学にて40年以上教鞭を執り、特に生体電子工学/情報系、電気化学系の研究に貢献した。
主な所属学会は、電気学会、電子情報通信学会、化学工学会、高分子学会、日本物理学会、応用物理学会、アメリカ材料科学会(MRS) 。主な受賞は、応用物理学会論文賞(1984)・第5回JJAP編集貢献賞(2007)。

## 主な著書
- 電気工学ハンドブック 第6版（分担執筆、電気学会2001、学術書）
- 化学ハンドブック（分担執筆、朝倉書店1993、学術書）
- バイオミメティックスハンドブック（共著、エヌ・ティー・エス2000、学術書）
- ソフトアクチュエータ開発の最前線（共著、エヌ・ティー・エス2004、学術書）
- 進化する有機半導体（共著、エヌ・ティー・エス2006、学術書）
- 有機イオントロニクス（共著、森北出版2016、学術書）

## 主な研究
- 導電性高分子によるソフトアクチュエータの開発[8]
- 人工筋肉ポリアニリンフィルムによる電気化学アクチュエータ
- 新素材としての導電性高分子の作成とその電子・光機能性の研究
- フラーレンの電気化学的還元とイオン性結晶の作製に関する研究
- バイオ燃料電池（尿素・糖類）の開発[9]

2022年11月、スタンフォード大学とエルゼビアによる世界で最も影響力のあるトップ2％の科学者を特定する包括的なリスト「標準化された引用指標に基づく科学者データベース（Updated science-wide author databases of standardized citation indicators）」が更新発表され、Career-long区分で、日本の大学研究者の1人として選出されている。
生体電子工学・電子情報工学の対外啓蒙活動として、日本学術振興会主催「二国間交流事業セミナー（インド）」2009で日本側代表者して国際交流支援をしている。